# Cassioli (cognome)
Cassioli è un cognome di lingua italiana.

## Varianti
Cassola, Cassoli.

## Origine e diffusione
Il cognome è tipicamente toscano.
Potrebbe costituire una variante del cognome Cassano o del cognome Cazzoli, variante di Gazzolo.
La variante Cassola è piemontese.

## Persone
- Alessandra Cassioli – doppiatrice italiana
- Amos Cassioli – pittore italiano
- Daniele Cassioli – sciatore nautico e fisioterapista italiano
- Giuseppe Cassioli – pittore e scultore italiano